# Chasmina
Chasmina is een geslacht van vlinders van de familie Uilen (Noctuidae).

## Soorten
- C. alcidamea Druce, 1890
- C. basiflava Holloway, 1979
- C. candida (Walker, 1865)
- C. dianae Guenée, 1852
- C. fasciculosa Walker, 1858
- C. gracilipalpis Warren, 1912
- C. judicata Walker, 1858
- C. lispodes Turner, 1936
- C. malagasy Viette, 1965
- C. mexicana Draudt, 1927
- C. pulchra Walker, 1857
- C. sinuata Galsworthy, 1997
- C. tenuilinea Hampson, 1910
- C. tibialis (Fabricius, 1775)
- C. tibiopunctata Bethune-Baker, 1908
- C. verticata Warren, 1913
- C. vestae (Guenée, 1852)
- C. viridis Robinson, 1975
- C. zonata Walker, 1866